# Palmyra (Wisconsin)
Pour les articles homonymes, voir Palmyra.
Palmyra est un village du comté de Jefferson, dans l'État du Wisconsin, aux États-Unis. En 2020, il comptait une population de 1 719 habitants.